# Чарлс Вич
Чарлс Лейзи Вич (на английски: Charles Lacy Veach) е астронавт на НАСА, участник в два космически полета.

## Образование
Чарлс Вич е завършил елитния колеж Punahou School в Хонолулу, Хавай през 1962 г. Получава бакалавърска степен по аерокосмическо инженерство от Академията на USAF, Колорадо Спрингс, Колорадо през 1966 г.

## Военна кариера
Вич е боен пилот от 1967 г. Извършва 275 бойни мисии във Виетнамската война. След нея в продължение на 14 години служи като боен пилот в USAF и стига до чин полковник. Лети на F-100 Super Sabre, F-111 и F-105 Thunderchief. През 1976 и 1977 г. е член на елитната демонстрационна ескадрила на USAF Thunderbirds. През 1981 г. преминава курс на обучение на новия изтребител F-16 Fighting Falcon. В кариерата си има повече от 5000 полетни часа на реактивни самолети.

## Служба в НАСА
Чарлс Лейзи Вич е избран за астронавт от НАСА на 23 май 1984 г., Астронавтска група №10. Завършва успешно курса на обучение през юни 1985 г. Взима участие в два космически полета.

### Полети
| Космически полети на Чарлс Лейзи Вич                     | Космически полети на Чарлс Лейзи Вич | Космически полети на Чарлс Лейзи Вич | Космически полети на Чарлс Лейзи Вич | Космически полети на Чарлс Лейзи Вич | Космически полети на Чарлс Лейзи Вич | Космически полети на Чарлс Лейзи Вич |
| №                                                        | Дата                                 | КК                                   | Емблема на мисията                   | Функции                              | Продължителност                      |                                      |
| -------------------------------------------------------- | ------------------------------------ | ------------------------------------ | ------------------------------------ | ------------------------------------ | ------------------------------------ | ------------------------------------ |
| 1                                                        | 28 април 1991                        | „Дискавъри“, мисия STS-39            |                                      | Специалист на мисията                | 8 денонощия 07 часа 22 мин. 23 сек.  |                                      |
| 2                                                        | 22 октомври 1992                     | „Колумбия“, мисия STS-52             |                                      | Специалист на мисията                | 9 денонощия 20 часа 56 мин. 13 сек.  |                                      |
| Сумарно време в космоса – 18 дни 04 часа 18 мин. 36 сек. |                                      |                                      |                                      |                                      |                                      |                                      |

## Награди
- Летателен кръст за заслуги с два дъбови листа;
- Пурпурно сърце с дъбови листа;
- Въздушен медал с тринадесет дъбови листа;
- Медал за похвала с дъбови листа;
- Медал за бойни действия във Виетнам;
- Медал за участие във Витнамската война;
- Медал на НАСА за участие в космически полет (1991 и 1992).

## Личен живот
Чарлс Вич е женен за Алис Скот (на английски: Alice Meigs Scott) и има две деца. Умира от рак на 3 октомври 1995 в Хюстън, Тексас.